# Elecciones provinciales de La Rioja (Argentina) de 1951
Las elecciones generales de la provincia de La Rioja de 1951 tuvieron lugar el domingo 11 de noviembre del mencionado año, al mismo tiempo que las elecciones presidenciales y legislativas a nivel nacional. Se realizaron con el objetivo de renovar la totalidad de las instituciones provinciales para el período 1952-1956, debiendo elegirse al Gobernador y al Vicegobernador en fórmula única, y a los 18 escaños de la Legislatura Provincial. Fueron las duodécimas elecciones provinciales riojanas desde la instauración del voto secreto y las primeras bajo sufragio universal de hombres y mujeres.
En el contexto de la abrumadora victoria de Juan Domingo Perón a nivel nacional, el candidato del Partido Peronista Juan Melis triunfó arrolladoramente con el 73.97% de los votos contra el 26.03% del candidato de la Unión Cívica Radical (UCR), Herminio Torres Brizuela. El triunfo de Melis fue incluso superior al de Perón en la provincia, por un punto porcentual. El peronismo conservó además la mayoría absoluta de dos tercios en el legislativo. La participación fue del 82.60% del electorado registrado. Los cargos electos asumieron el 4 de junio de 1952.
Melis no completó su mandato constitucional ya que fue depuesto por una intervención federal el 21 de septiembre de 1955, al momento de producirse el golpe de Estado que derrocó al gobierno peronista.